# فرودگاه مانلی هات اسپرینگز
فرودگاه مانلی هات اسپرینگز (به انگلیسی: Manley Hot Springs Airport) یک فرودگاه همگانی با کد یاتا MLY است که یک باند فرود شن دارد و طول باند آن ۸۷۶ متر است. این فرودگاه در کشور ایالات متحده آمریکا قرار دارد و در ارتفاع ۸۲٫۳ متری از سطح دریا واقع شده‌است.